# Col·legi Oficial de Veterinaris de Lleida
El Col·legi Oficial de Veterinaris de Lleida és una institució fundada el 1906 i que des del 1932 és col·legi oficial dels veterinaris a Lleida. Duu a terme formació continuada que du a terme entre els professionals del sector, amb l'organització de cursos i actes públics sobre les noves tendències en les tècniques de desenvolupament ramader i els controls actualitzats del sector agroalimentari. El 2006 va rebre la Creu de Sant Jordi.